# Trowitzsch & Sohn

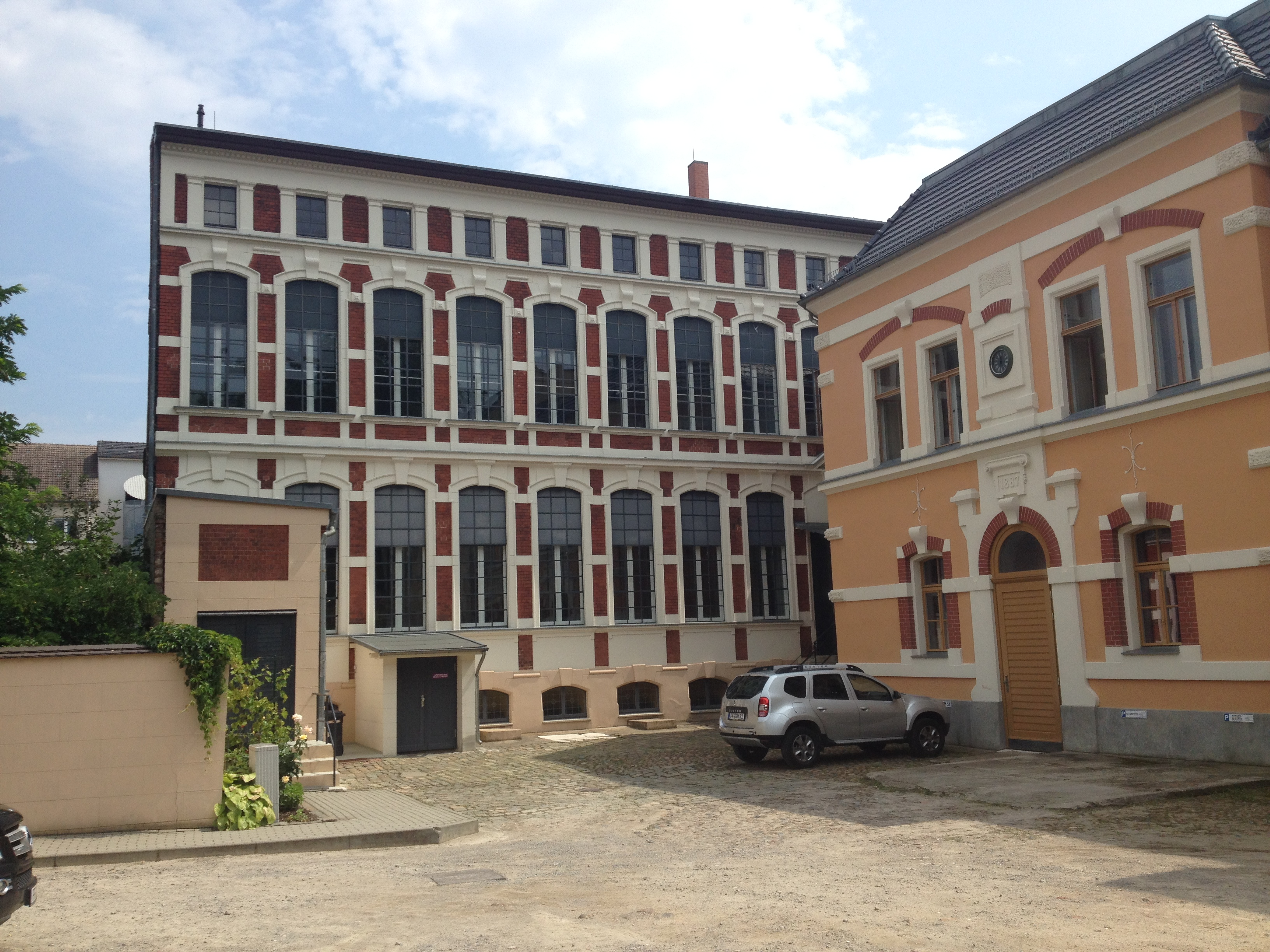
Frühere Druckerei Trowitzsch in Frankfurt (Oder) im Jahr 2016

Trowitzsch & Sohn waren Buchverlage in Küstrin, Frankfurt (Oder) und Berlin von 1711 bis 1945.

## Geschichte

### Küstrin und Königsberg in der Neumark
1711 erhielt der Hofdrucker Gottfried Heinichen ein Privileg zur Gründung einer Buchdruckerei in Küstrin durch König Friedrich Wilhelm I. 1738 übernahm dessen Schwiegersohn Johann Hübner, 1754 dann dessen Sohn Wilhelm Gottlieb Hübner. 1759 wurde das Gebäude  durch russische Truppen zerstört. 1760 erwarb Johann Friedrich Grunow (gest. 1768) die Konzession. 1780 übernahm Carl Gottlob Trowitzsch (1745–1819), der dort seit 1770 als Faktor gearbeitet hatte, das Unternehmen und verlegte es 1813/14 nach Königsberg in der Neumark, wohin die neumärkische Regierung gezogen war.

### Frankfurt an der Oder
1815 kaufte er die Druckerei von Christian Ludwig Apitz in Frankfurt/Oder in der Forststraße 3 und verlegte das Unternehmen dorthin, wegen des Umzugs der Regierung nach Frankfurt. Er nannte sie nun Trowitzsch & Sohn. Carl Ferdinand Sigismund Trowitzsch (1797–1830) wurde Nachfolger und  erwarb 1821 dazu eine Druckerei in Berlin und 1826 die hebräische Druckerei in Frankfurt. Er verlegte die Firma in die Große Oderstraße.

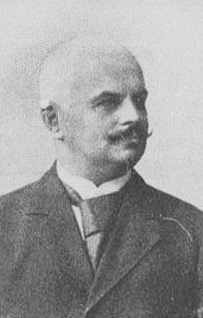
Eugen Trowitzsch vor 1905

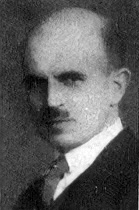
Joachim Trowitzsch vor 1931

Nach dessen Tod übernahm der Berliner Geschäftsführer Wilhelm Mütterlein die Leitung für die noch unmündigen Kinder, dann dessen Sohn Gustav Mütterlein. 1852 übernahm Hugo Hans Sigismund Trowitzsch (gest. 1862) das Frankfurter Unternehmen, dann wieder Gustav Mütterlein. 1877 folgte ihm der Sohn Eugen Trowitzsch (1854–1904). Dieser baute 1887 eine neue Druckerei am Wilhelmsplatz 21 mit einer Villa. Er sammelte auch Gemälde und komponierte Chorsätze. Dessen Sohn Joachim Trowitzsch (1883–1930) folgte dem Vater in Frankfurt. Er verlegte die Produktionsstätten in den 1920er Jahren in die Fürstenwalder Straße. Die Villa am Wilhelmsplatz übernahm dessen Schwester Hedwig mit ihrem Mann Rudolf Hahn als Arztpraxis.

### Berlin
Karl Sigismund Trowitzsch hatte 1821 auch die Druckerei und Schriftgießerei Unger in Berlin gekauft. 1826 befand sie sich in der Oberwasserstraße. Seit 1830 führte der Geschäftsführer Wilhelm Mütterlein die Leitung für die noch unmündigen Kinder, danach dessen Sohn Gustav Mütterlein. 1852 übernahm der Sohn Eugen Trowitzsch (1826–1867) die Firma, nach dessen Tod wieder Gustav Mütterlein.
1888 kauften Edmund Mangelsdorf (gest. 1919) und der Gelehrte Otto Freiherr von der Pfordten das Berliner Unternehmen. Letzterer verließ 1892 seine Beteiligung an der Leitung.

### Holzminden
1946 gründeten die Töchter Joachim Trowitzschs, Gudrun Zierold geb. Trowitzsch (1916–?) und Sonni Trowitzsch (1918–1991), die Trowitzsch Verlags OHG in Holzminden, die weiterhin Gartenliteratur veröffentlichte, aber schon 1953 wieder aufgelöst wurde und in den Verlag H.& M. Schaper überging.

### Publikationen
Die Verlage Trowitzsch & Sohn in Frankfurt a. d. Oder und Berlin zählten zu den bedeutendsten Verlagen in der Provinz Brandenburg. Sie publizierten amtliche Verlautbarungen, Zeitungen und Zeitschriften, Kalender, Gartenliteratur, Kunstdrucke, hebräische Drucke, sowie Bücher mit historischen, theologischen und weiteren Themen.
Frankfurt an der Oder
- Amts-Blatt der Königlich-Preußischen Regierung zu Frankfurt a. d. Oder, 1815–1945
- Frankfurter patriotisches Wochenblatt, seit 1880 Frankfurter Oder-Zeitung bis 1945

## Druckerzeugnisse (Auswahl)

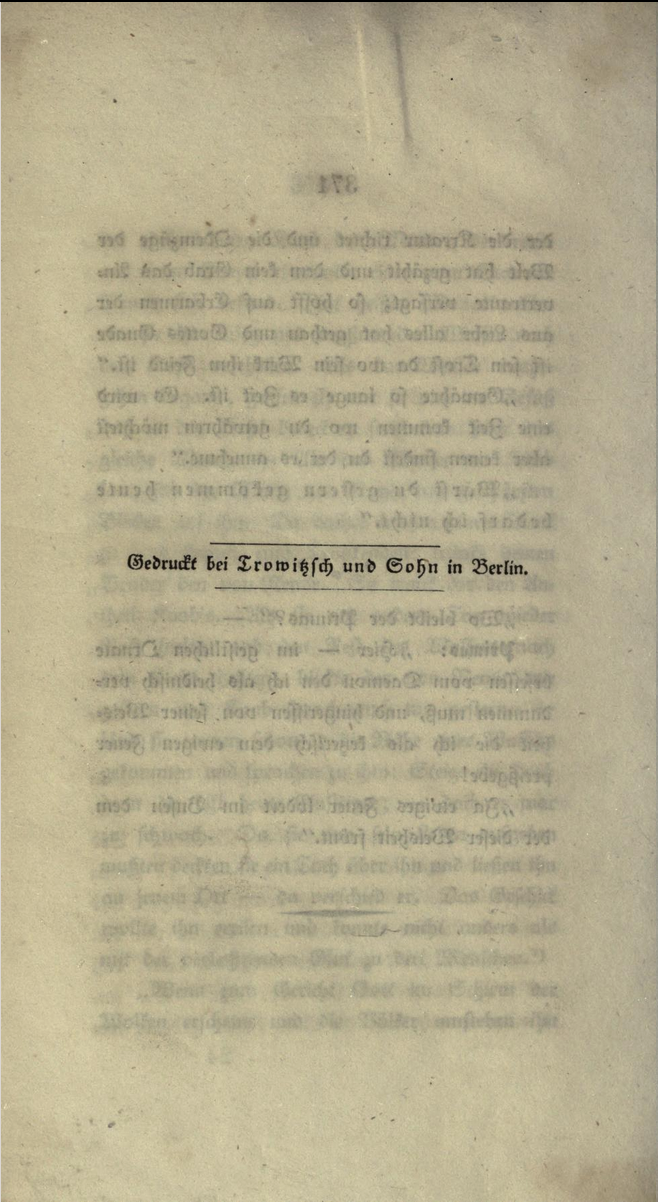
Druckereinachweis, letzte Seite der Erstausgabe von Bettina von Arnim, Gespräche mit Daemonen, Arnims Verlag, 1852.

- Bettina von Arnim, Gespräche mit Daemonen. Des Königsbuchs zweiter Band, Arnims Verlag, Berlin 1852.
- Ein Jahr an der Somme. Von Feldrabbiner Dr. Martin Salomonski. (Digitalisat) Trowitzsch, Frankfurt a. O. 1917.
- Heinrich Grimm: Von den Druckerzeichen des 1549–1581 in Frankfurt an der Oder tätigen Universitätsbuchdruckers und Buchführers Johann Eichorn. Trowitzsch, Frankfurt an der Oder u. a. 1939.